# Planicephalus ecuatorianus
Planicephalus ecuatorianus är en insektsart som beskrevs av Keti Maria Rocha Zanol 1998. Planicephalus ecuatorianus ingår i släktet Planicephalus och familjen dvärgstritar. Inga underarter finns listade i Catalogue of Life.